# HD 28503
HD 28503，又名BD+39 1013，SAO 57278、HR 1424，是一颗恒星，视星等为6.26，位于銀經162.01，銀緯-5.62，其B1900.0坐标为赤經4h 24m 33.9s，赤緯+39° -5.62′ 35″。